# 魚釣り遊び

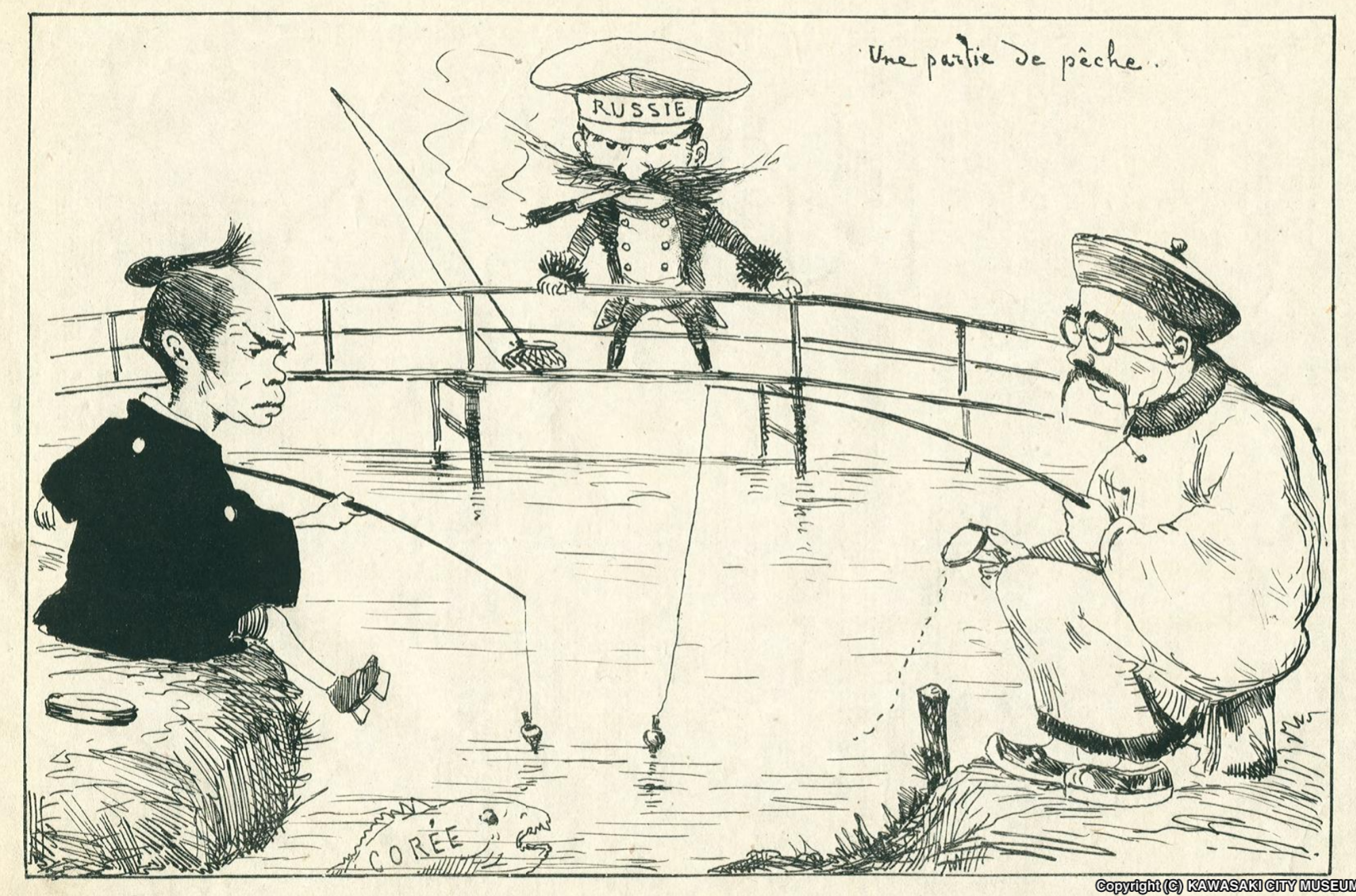

『魚釣り遊び』（さかなつりあそび、または、うおつりあそび、フランス語：Une partie de pêche）は、ジョルジュ・ビゴーの絵画（風刺画）作品。1880年代における朝鮮半島をめぐる日本・清・ロシア帝国の関係を風刺した内容である。

## 制作背景
ビゴーが主催して刊行された雑誌『トバエ』の創刊号（1887年2月15日刊行）に収録されていた。日本と清が魚に見立てた朝鮮をつり上げようとして、これを隙あれば横取りしようとしているロシアが描かれていた。これはビゴーの有名な作品である。この風刺画が製作されたのは1887年で、日清戦争勃発（1894年）よりも前である。

## 日本の学校教育における利用
太平洋戦争後の1951年、服部之総は「近代史研究会」の図録『画報近代百年史』において、この絵を「漁夫の利　朝鮮をめぐる日清の抗争を虎視たんたんと見守っているロシア。「どっちかがつり上げたら、俺が取りあげてしまおう」。ビゴー画」というキャプションで採り上げ、同年から始まった検定教科書にも掲載された。当時の教科書には『画報近代百年史』の表現にならって「漁夫の利」というタイトルを付したものが多く、その後も長く用いられた。
2008年改訂の学習指導要領に準拠した2010年採択の中学校歴史教科書では、7社中5社において日清戦争の単元でこの風刺画が用いられている。この風刺画では朝鮮を魚に例えていたことから、当時の日本や西欧では朝鮮をさげすんでいたという説明文が付された2002年版の小学校の社会科教科書もある。この絵が掲載された教科書を用いた授業において、教員が「日清戦争とは朝鮮を取る」という表現を使用した例もあるとされる。大阪大学の酒井裕美は、この教員の表現を「一つの極端な例」とし、この絵で矮小化された朝鮮の主体性を「どうすれば朝鮮の独立が確立しえたかという点に想像力を向ける方策」が必要だという認識が教育現場にはある点を指摘した上で、当時の朝鮮半島を巡る国際関係を教育の場で採り上げるには別の教材を活用すべきと述べている。また、2000年代の教科書ではかつての「漁夫の利」という表現こそ見られなくなったものの、酒井は「東アジアにおけるロシアの存在感が必要以上に強調され得る」点を危惧するとしている。